# 國瓷材料
山东国瓷功能材料股份有限公司，簡稱山东国瓷功能材料股份、山东国瓷功能材料、山东国瓷功能、山东国瓷，以及国瓷材料（英語：Shandong Sinocera Functional Material Company Limited，深交所：300285），在2005年由盈泰石油、青岛朗固德及ECHO組建，該公司前身為「东营国瓷功能材料有限公司」。董事長為张曦。
主要業務从事生产、销售电子陶瓷粉体材料，对销售后的产品进行技术服务。總部位於山东省东营市东营区辽河路24号。
而股份在2012年1月13日於深圳證券交易所創業板上市，發行1,560万股，发行后总股本6,240.00万元人民幣，发行价格26.00元人民幣/股，募集资金4.06亿元人民幣，而在上市期間，較招股價大漲3.12%，收盤報26.81元人民幣。

## 連結
- Sinocera.com.cn（页面存档备份，存于）